# Damernas duett i konstsim vid olympiska sommarspelen 1984
Damernas duett i konstsim vid olympiska sommarspelen 1984 i Los Angeles, USA, avgjordes den 6-9 augusti 1984. USA vann tävlingen.

## Medaljörer
| Gren  | Guld                               | Silver                                  | Brons                                   |
| Duett | Tracie Ruiz och Candy Costie (USA) | Sharon Hambrook och Kelly Kryczka (CAN) | Saeko Kimura och Miwako Motoyoshi (JPN) |

## Resultat

### Final
| Placering | Konstsimmare                               | Totalpoäng |
| --------- | ------------------------------------------ | ---------- |
|           | Candy Costie och Tracie Ruiz (USA)         | 195,584    |
|           | Sharon Hambrook och Kelly Kryczka (CAN)    | 194,234    |
|           | Miwako Motoyoshi och Saeko Kimura (JPN)    | 187,992    |
| 4         | Caroline Holmyard och Carolyn Wilson (GBR) | 184,050    |
| 5         | Edith Boss och Karin Singer (SUI)          | 180,109    |
| 6         | Catrien Eijken och Marijke Engelen (NED)   | 179,058    |
| 7         | Pascale Besson och Muriel Hermine (FRA)    | 176,709    |
| 8         | Claudia Novelo och Pilar Ramírez (MEX)     | 176,409    |